# Economist Buildings

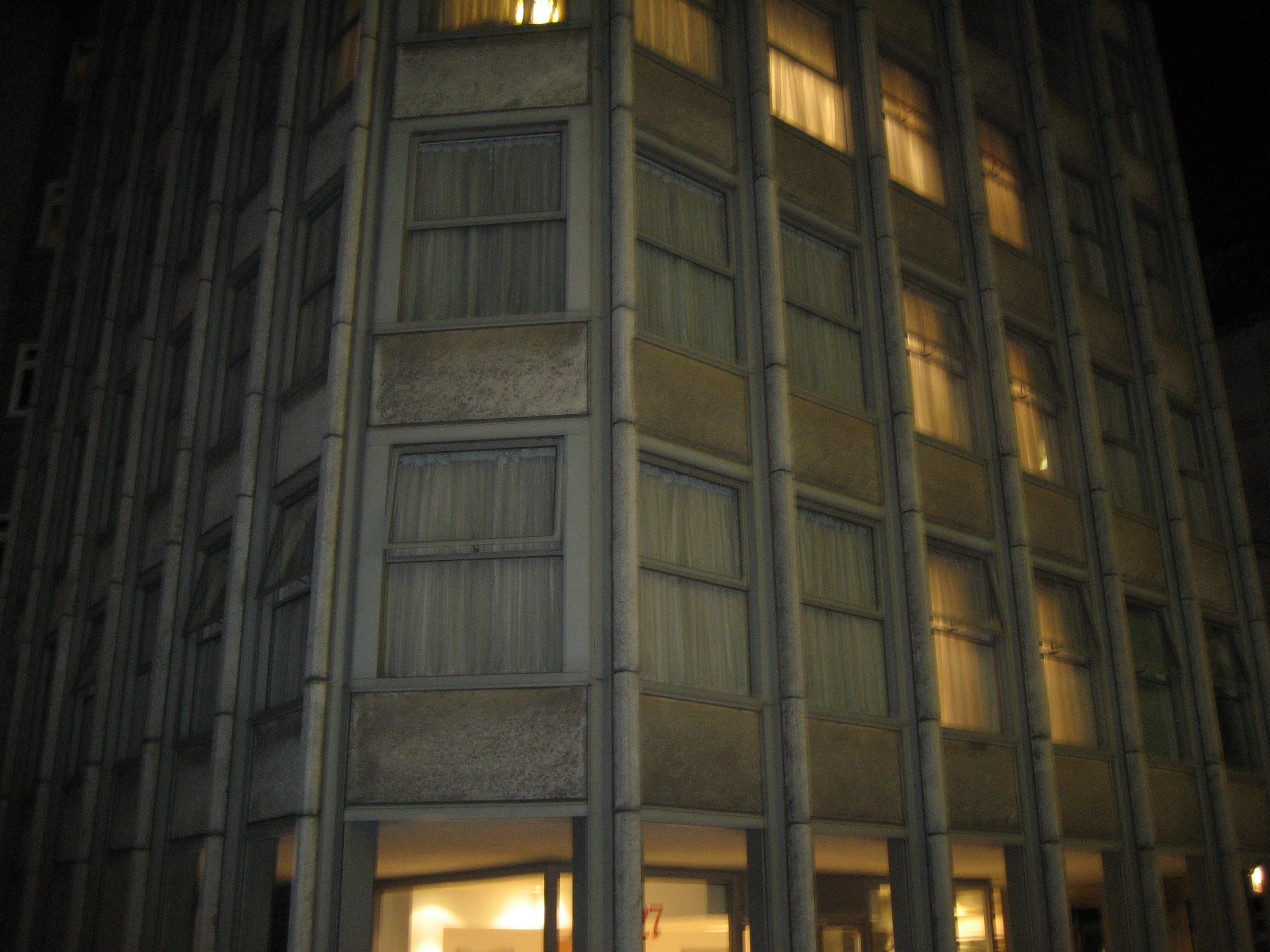
Fasaden på en av Economist Buildings i juni 2008.

Economist Buildings eller Economist Building är ett kontorskomplex i stadsdelen St James's i City of Westminster i London, där bland annat tidningen The Economists huvudkontor ligger. Anläggningen utgörs av tre oktagonformade, tornliknande byggnader som upptar ett kvarter och bildar ett inre torgrum. 
Byggnaderna uppfördes 1962–64 och ritades av Alison och Peter Smithson. Förutom kontorsverksamhet återfinns en bank och en restaurang inom området och varje verksamhet har sin egen byggnad. Arkitekturen är klassicistiskt senmodernistisk med stora fönsteröppningar och fasader i portlandsten och betong, med accentuerade pelare, som bildar rumsskapande arkader vid torget.
Arkitekternas intresse för den traditionella staden syns tydligt i den vikt som lagts på att anknyta till omgivningens 1700- och 1800-talsbyggnader samt den offentliga torgbildningen mellan byggnaderna. Denna topologiska hänsyn var inte alltid en självklarhet vid denna tid och projektet kom därför att flitigt uppmärksammas och inspirerade senare arkitekter inom postmodernismen.